# Sashiko
Sashiko (刺し子, , 刺し sashi, "facada", 子 ko, "pequeno", literalmente "pequenas facadas" ou "pequenos golpes") é uma forma de costura de reforço decorativa  (ou  bordado funcional) do Japão que começou com uma necessidade prática durante a era Edo (1615-1868); tradicionalmente era usada para reforçar áreas de desgaste ou reparar locais desgastados ou rasgados com remendos, tornando a peça mais forte e mais quente, essa técnica de costura é frequentemente usada para fins puramente decorativos no quilting e no bordado; o fio de algodão branco sobre o tecido azul índigo tradicional édito lembrar a neve caindo sobre o telhado azul das casas antigas;) O sashiko às vezes pode ser confeccionado com linhas na cor vermelho.

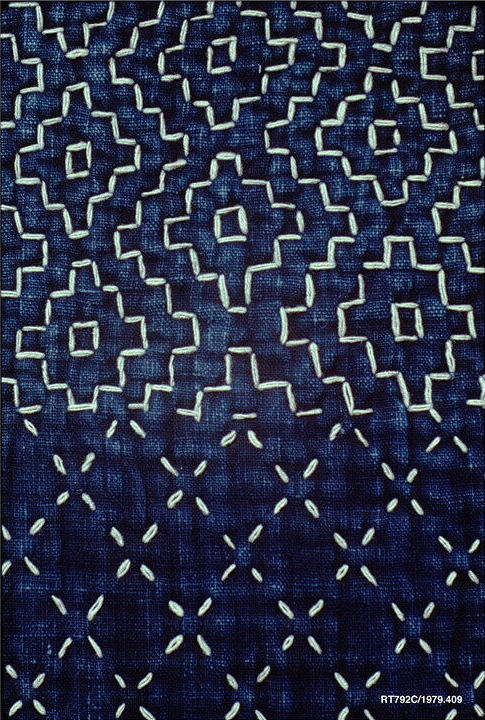
Detalhe de um quimono de meados do século XIX decorado com sashiko, com linha branca de algodão sobre um fundo de linho tingido de índigo (Museu Metropolitano de Arte))

Sashiko o bordado era usado para reforçar e engrossar as roupas caseiras nos tempos antigos; as peças de roupas gastas eram emendadas umas nas outras para fazer novas roupas, usando pontos simples; com o bordado, as roupas se ornam mais resistentes e duráveis. Na era Meiji (1868-1912), o sashiko evoluiu o suficiente para evoluir se tornando um trabalho realizado no inverno nas comunidades agrícolas do norte quando fazia muito frio para se trabalhar fora ao ar livre.
Para fazer esse trabalho são usados principalmente padrões geométricos; existem dois estilos principais: moyōzashi, no qual os padrões são criados com longas linhas de pontos corridos; e hitomezashi, onde o padrão emerge do alinhamento de pontos únicos feitos em uma grade. Os motivos comuns usados são ondas, montanhas, bambu, bishamon, chaves, cercas dupla de cipreste, penas de flecha, capim-dos-pampas, diamantes sobrepostos, diamantes ligados, raios, hexágonos e flores de caqui.